# Agilulf longobárd király

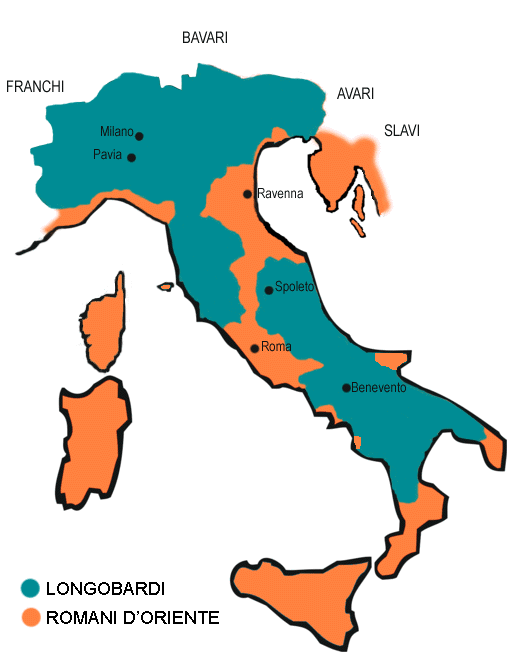
A longobárdok (zölddel) és a bizánciak (narancssárgával) fennhatósága alatti területek Itáliában Agilulf uralkodásának idején

Agilulf, más írásmóddal Agilolf, más néven Ago (555 körül – 616 májusa) longobárd király.

## Élete
Torino hercegeként 590 novemberében választotta férjéül Theodelinda, Authari özvegye. Az új királynak első dolga volt, hogy a frankokkal, majd az avarokkal is békét kössön. A longobárd hercegek egy része azonban nem akarta őt elismerni; a spoletói herceg magát Rómát is ostrom alá fogta (593), ugyanis I. Gergely pápa az őshonos – és katolikus – itáliaiak élére állt, hogy kikergesse az – ariánus – idegeneket az országból. Róma falai közt éhínség tört a és a várost csak a pápa különbéke ajánlata (ötszáz font arany évi adó) menthette meg. Agilulf most a lázongó hercegek ellen indult és egymás után megfékezte őket.
Közben a bizánciakkal is meggyűlt a király baja, akikkel hiába próbált békét kötni. A harcok színhelye Dél-Itália lett; egymásután foglalták el a longobárdok Capuát, Crotonét és Locrit, sőt maga Nápoly is veszedelemben forgott. Végre a pápa fáradozása 598-ban fegyverszünetet hozott létre. Azonban 601-ben újult erővel tört ki a harc; Agilulf leánya is az exarcha fogságába került. A longobárd király mindemellett folytatta az előnyomulást, s amikor már Ravennát is fenyegette, az új exarcha, Smaragdus békét ajánlott, s minden zsákmánnyal egyetemben visszaadta a király leányát is. Újabb összeütközések után végül 609-ben Phocas császár és Agilulf közt létrejött a béke; a longobárd királyság határait megállapították, és a kijelölt területet a császár a longobárdok jogos birtokának ismerte el.
Uralkodásának vége felé az avarokkal is hadakozott Agilulf. Majd a hercegek hatalmának megtörésére fordította minden erejét, ezek több ízben fellázadtak, s félő volt, hogy a fiatal királyságot halomra döntik. Agilulf némelyeket közülük megöletett, másokat börtönbe vettetett, úgyhogy lassanként sikerült a belső békét is helyreállítania. Azonban Spoleto és Benevento még mindig dacoltak a király hatalmával, és Agilulf e miatt kénytelen volt országa súlypontját északra helyezni.
Az ariánus király viszonya feleségével sem volt felhőtlen, ugyanis Theudelinda katolikusnak kereszteltette fiukat. Felesége szorgalmasan levelezett a pápával, és végül rávette férjét, hogy népe egy részével áttérjen a katolikus hitre, és visszaadja a katolikus papságnak az elkobzott birtokokat. A nemesek most már százával építették az új templomokat, kolostorokat, kórházakat; a Keresztelő Szent János tiszteletére emelt monzai székesegyház pedig mintegy közös szentélye, koronázótemploma lett az egyesített Longobardiának. Most is őrzik azt az arany koronát, amelybe Theudelinda Krisztus keresztjének egyik vasszögét (a pápa ajándékát) foglaltatta (593). A Vaskorona lett az egyesített, vagy inkább egyesíteni kívánt Itália jelképe. Köriratán először nevezte magát Agilulf „Isten kegyelméből” egész Itália királyának. Agilulf székesegyház közelébe építtette híres palotáját, melyet a longobárd történetből vett festmények díszítettek. Az ariánus központtal, Paviával szemben Monza lett a katolicizmus székhelye. Jóllehet maga Agilulf nem tért át a katolikus vallásra, mindazáltal a térítők munkáját nem akadályozta, sőt Szent Kolumbán buzgalmát is elősegítette jóindulatával.
Agilulfot halála után fia, Adaloald követte a trónon.

## Gyermekei
- Agilulf első feleségének a neve nem ismert.[8] Egy gyermekükről tudunk:
  - leány[8] ∞ Godeschalk
- Második házasságát Theudelindával[8] (573–626 januárja), Authari özvegyével kötötte. Innen két gyermek született:
  - Adaloald[8] (602-628)
  - Gundberga[8] ∞ 1) Arioald longobárd király ∞ 2) Rothari longobárd király ∞ 3) Rodoald longobárd király

## Eredeti források
- Fredegar
- Pauli Historia Langobardorum
- Origo Gentis Langobardorum
- Historia Langobardorum Codicis Gothani
- Andreæ Bergomatis Chronicon